# Cantone di Ladoix-Serrigny
Il Cantone di Ladoix-Serrigny è una divisione amministrativa dell'arrondissement di Beaune.
È stato costituito a seguito della riforma approvata con decreto del 18 febbraio 2014, che ha avuto attuazione dopo le elezioni dipartimentali del 2015.

## Composizione
Comprende i 38 comuni di:
- Aloxe-Corton
- Auxey-Duresses
- Bligny-lès-Beaune
- Bouilland
- Bouze-lès-Beaune
- Chassagne-Montrachet
- Chevigny-en-Valière
- Chorey-les-Beaune
- Combertault
- Corberon
- Corcelles-les-Arts
- Corgengoux
- Corpeau
- Ébaty
- Échevronne
- Ladoix-Serrigny
- Levernois
- Marigny-lès-Reullée
- Mavilly-Mandelot
- Meloisey
- Merceuil
- Meursanges
- Meursault
- Montagny-lès-Beaune
- Monthelie
- Nantoux
- Pernand-Vergelesses
- Pommard
- Puligny-Montrachet
- Ruffey-lès-Beaune
- Saint-Aubin
- Saint-Romain
- Sainte-Marie-la-Blanche
- Santenay
- Savigny-lès-Beaune
- Tailly
- Vignoles
- Volnay